# Jerzmanowa
Jerzmanowa (Hermsdorf jusqu'en 1946) est un village du comté de Głogów, en Basse-Silésie. C'est le chef-lieu du district de Jerzmanowa.

## Histoire
Dans ses Lettres de Silésie , le futur président John Quincy Adams signale que le village de Hermsdorf s'étend au pied du Kynast, « l'une des plus célèbres collines de Silésie. » Il y a en effet au sommet du Kynast les ruines d'un château fort construit en 1292 par l'ancêtre du Comte Chafgotch, qui fut abandonné en 1670 après un incendie.
De 1742 à 1945, Hermsdorf faisait partie de l'arrondissement de Glogau dans le district de Liegnitz au sein de la province de Silésie.
Au terme de la Seconde Guerre mondiale, en vertu des accords de Potsdam et à la demande expresse de l'Union Soviétique, la région a été placée sous administration polonaise. La plupart des Allemands qui n'avaient pas déjà fui furent expulsés et remplacés par des Polonais des territoires polonais annexés par l'Union soviétique.

## Géographie
Ce village se trouve à 7 km au sud de Głogów, et à 87 km au nord-ouest de Wrocław. La commune comprend 12 villages :
| - Bądzów (Bansau) - Gaiki (Hainbach-Töppendorf) - Jaczów (Jätschau, 1937–1945: Friedenshagen) - Jerzmanowa (Hermsdorf) - Kurów Mały (Klein Kauer) - Kurowice (Gusteutschel, 1937–1945: Hahnenfeld) | - Łagoszów Mały (Klein Logisch) - Maniów (Mahnau) - Modła (Modlau) - Potoczek (Töppendorf (Forst)) - Smardzów (Schmarsau, 1936–1945: Vogtshagen) - Zofiówka |

## Personnalités
- Charles Gotthold Reichel (en) (1751-1825), évêque
- Hermann Schwarz (1843–1921), mathématicien

## Note
1. ↑  Lettre VII datée du 1er août 1800.